# Ljubo Jelčić
Ljubo Jelčić (Ohrid, 24. listopada 1929. – Zagreb, 19. kolovoza 2024.) bio je hrvatski televizijski i radijski voditelj koji je tijekom svoje karijere čitao vijesti te vodio najpopularnije festivale i zabavne emisije. Po struci je bio glumac.

## Životopis
U Beogradu je završio glumačku akademiju. Radio je kao kazališni glumac u Karlovcu u Narodnom kazalištu, a nakon 1953. radi na RTV Zagreb.
U mirovini je od 1992. godine.
Godine 2009. posudio je glas voditelju filmskih novosti u animiranom filmu "Nebesa".